# Oxylamia tepahius
Oxylamia tepahius là một loài bọ cánh cứng trong họ Cerambycidae.